# خير أباد (برزاوند)
خیر أباد (بالفارسية: خیرآباد) هي قرية تقع في إيران في قسم برزاوند الريفي. يقدر عدد سكانها بـ 214 نسمة بحسب إحصاء 2016.